# Vicopisano
Vicopisano là một đô thị ở tỉnh Pisa trong vùng Toscana thuộc Ý, có cự ly khoảng 50 km về phía tây của Florence và khoảng 15 km về phía đông của Pisa. Đô thị này nằm trong thung lũng sông Arno, giáp Monte Pisano về phía bắc.

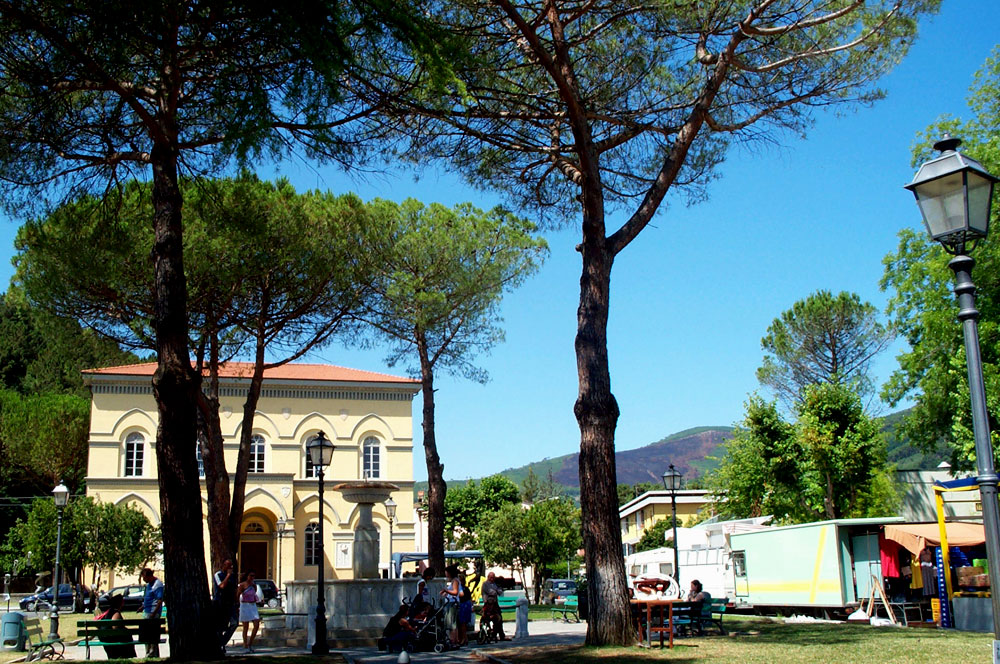
Cảnh Vicopisano.

Vicopisano giáp các đô thị: Bientina, Buti, Calci, Calcinaia, Cascina, San Giuliano Terme.
Hoạt động kinh tế gồm: gốm, cơ khí, đóng chai nước khoáng. Nông nghiệp dựa trên trồng trọt olive.
Trong thời Trung cổ, Vicopisano là một trung tâm có thành bao bọc phát triển thịnh vượng của Cộng hòa Pisa. Thành này bị Florence chiếm năm 1406. Tại đây, một lâu đài (Rocca Nuova) theo thiết kế của Filippo Brunelleschi đã được xây năm 1434.

## Công trình
- Brunelleschi Rocca (lâu đài) thế kỷ 12
- 12 tháp thời Trung cổ
- Pieve di Santa Maria (thế kỷ 12)
- Pieve di San Jacopo
- Palazzo Pretorio (thế kỷ 12)
- Palazzo della Vecchia Posta (thế kỷ 12)
- Villa Fehr